# Jeannette Armstrong
Jeannette Christine Armstrong, née en 1948, est une auteure, enseignante, artiste et militante canadienne des droits des Premières nations et de la préservation de leur culture. Elle est née et a grandi dans la réserve indienne de Penticton, dans la vallée de l'Okanagan, en Colombie-Britannique, et parle couramment le syilx et l'anglais.

## Biographie
Armstrong est d’origine Syilx ou Okanagan, née en 1948 dans une réserve Okanagan de Penticton en Colombie-Britannique. Sa mère, Lilly Louie, était originaire de Kettle Falls, et son père appartenait au peuple des montagnes qui vivait dans la vallée de l'Okanagan. Elle reçoit durant son enfance à la fois une éducation classique canadienne dans une école à classe unique, mais aussi une éducation traditionnelle de l'Okanagan de la part de sa famille et des aînés de la réserve.
En 1978, elle termine des études supérieures à l'université de Victoria, où elle a étudié les beaux-arts et la création littéraire.
Elle commence à travailler ensuite au sein de la réserve amérindienne  de Penticton. Elle y occupe un certain nombre de fonctions culturelles et politiques. Elle travaille également comme chercheuse, et consultante au En'owkin Centre, un centre d’éducation postsecondaire visant à préserver la vision du monde et les expressions artistiques des nations premières, qu’elle a participé à fonder. Elle se consacre aussi à l’écriture, et publie en particulier en 1984/1985 le roman Slash, décrivant le parcours  d’un jeune Okanaga.
Elle a publié des nouvelles, des poésies, des ouvrages pour enfants, des textes sur l’histoire de la nation Okanagan, et, en 2000, un autre roman, Whispering in Shadows.. Soucieuse de revitaliser les langues des amérindiens et leur maîtrise, elle encourage la création de filières universitaires dans ces langues.
Elle est nommée à l’Ordre du Canada au mois de juin 2023.